# Касерес, Маркос
Ма́ркос Анто́нио Ка́серес (исп. Marcos Antonio Cáceres; 5 мая 1986, Асунсьон) — парагвайский футболист, защитник клуба «Гуарани» (Асунсьон) и сборной Парагвая.
Его брат Виктор также футболист.

## Биография
Первым клубом Касереса был «Серро Портеньо». Сначала он выступал за молодёжную команду, затем стал игроком основы. За «сине-гранатовых» Маркос в Апертуре 2007 сыграл 22 матча. В июле 2007 года перешёл в «Расинг» из Авельянеды.
В сборной Парагвая Маркос дебютировал в 2007 году. В 2011 он был включён в список 23-х футболистов, которые приняли участие в Кубке Америки. Всего за «гуарани» Касерес провёл 12 матчей.

## Титулы и достижения
- Чемпион Аргентины (1): Финаль 2013
- Чемпион Парагвая (2): Клаусура 2017, Клаусура 2020